# 西北非獵豹
西北非獵豹（学名：Acinonyx jubatus hecki ），又名撒哈拉獵豹，於非洲西北部（尤其是中西部撒哈拉沙漠及薩赫勒地區）發現的獵豹亞種。被《國際自然保護聯盟瀕危物種紅色名錄》列為極危物種動物，估計全球剩約250頭成年個體。